# 32e corps d'armée (Allemagne)
Pour les articles homonymes, voir 32e corps d'armée.
Le 32e corps d'armée (en allemand : XXXII. Armeekorps) était un corps d'armée de l'armée de terre allemande, la Heer, au sein de la Wehrmacht pendant la Seconde Guerre mondiale.

## Hiérarchie des unités
| Nom          | Nbre d'hommes       | Unités subalternes                | Grade de commandement                 |
| ------------ | ------------------- | --------------------------------- | ------------------------------------- |
| Heeresgruppe | + 300 000           | 2 à + Armeen (Armées)             | Generaloberst ou Generalfeldmarschall |
| Armee        | + 100 000 - 300 000 | 2 à + Armeekorps (Corps d'armées) | General ou Generaloberst              |
| Armeekorps   | + 30 000 - 80 000   | 2 à + Divisionen (Division)       | Generalleutnant ou General            |
| Division     | + 10 000 – 20 000   | 2 à 6 Brigaden (Brigade)          | Generalmajor ou Generalleutnant       |
| Brigade      | + 3 000 – 5 000     | jusqu'à 3 Regimentern (Régiment)  | Oberst ou Generalmajor                |

## Historique
Le XXXII. Armeekorps est formé en mars 1945 dans le Wehrkreis II à partir du Stellvertretendes Generalkommando II. Armeekorps.
Il est détruit dans la poche de la Ruhr en avril 1945.

## Organisation

### Commandants successifs
| Date                      | Grade                  | Commandant              |
| ------------------------- | ---------------------- | ----------------------- |
| 26 mars 1945 - 8 mai 1945 | General der Infanterie | Friedrich-August Schack |

### Chef des Generalstabes
| Date  | Grade | Commandant |
| ----- | ----- | ---------- |
| ? - ? | ?     | ?          |

### 1. Generalstabsoffizier (Ia)
| Date                 | Grade      | Commandant |
| -------------------- | ---------- | ---------- |
| Mars 1945 - Mai 1944 | Major i.G. | Burnhauser |

## Théâtres d'opérations
- Front de l'Est et poche de la Ruhr : Mars 1945 - Avril 1945

## Ordre de batailles

### Rattachement d'Armées
| Date  | Armée          | Groupe d'Armées       |
| ----- | -------------- | --------------------- |
| 1945  |                |                       |
| Avril | 3. Panzerarmee | Heeresgruppe Weichsel |

### Unités subordonnées

#### Unités organiques
?

#### Unités rattachées
12 avril 1945
- 281. Infanterie-Division
- Festungs-Division Stettin
- 549. Volks-Grenadier-Division
- Kampfgruppe Voigt

## Sources
- XXXII. Armeekorps sur Lexikon-der-wehrmacht.de